# Generator (chanson)
Pour les articles homonymes, voir Generator.
Singles de Foo Fighters
Stacked Actors
(2000) Breakout
(2000)
Generator est le troisième single de l'album There Is Nothing Left to Lose sorti en 2000.

## Liste des titres
Toutes les chansons sont écrites et composées par Dave Grohl, Taylor Hawkins, Nate Mendel, Chris Shiflett.
| 1. | Generator                           | 3:49 |
| 2. | Ain't It the Life (live acoustique) |      |
| 3. | Floaty (live acoustique)            |      |
| 4. | Floaty                              |      |
| 5. | Breakout (live)                     |      |

| 1. | Generator                                                  | 3:49 |
| 2. | Learn to Fly (live à Sydney le 24 janvier 2000)            |      |
| 3. | Stacked Actors (live à Sydney le 24 janvier 2000)          |      |
| 4. | Breakout (live au Glasgow Barrowlands le 23 novembre 1999) |      |

## Charts
| Chart (2000)      | Position |
| ----------------- | -------- |
| Charts Australien | 31       |